# United States Holocaust Memorial Museum
Le United States Holocaust Memorial Museum (USHMM) (en français : musée des États-Unis du mémorial de l'Holocauste) est une institution nationale américaine, ouverte en avril 1993, située à Washington, D.C. dans un bâtiment contigu au National Mall. Vingt-deux autres musées de l'Holocauste existent aux États-Unis dont quatre dans les États du Texas, de New York, de Californie et de Floride.
En 1980, le Congrès des États-Unis a autorisé la création du musée sur la base du rapport de 1979 du Président de la Commission de l'Holocauste, créé par Jimmy Carter. Avec l'aide de Miles Lerman, le musée a recueilli environ 190 millions de dollars pour sa construction et l'acquisition des collections. Le musée a été conçu par l'architecte James Ingo Freed (dont la famille a dû fuir l'Allemagne nazie en 1938) du cabinet d'architectes Pei Cobb Freed & Partners, en association avec le cabinet Finegold Alexander + Associates. Bien que l'extérieur du bâtiment soit de style monumental, à l'image des grands bâtiments gouvernementaux situés dans les abords immédiats, le parti pris de l'austérité, de l'étrangeté et de l'inconfort a été choisi à dessein pour interpeller les visiteurs. Le musée ne fait pas partie de la Smithsonian Institution.
Depuis son ouverture en 1993, l'USHMM a accueilli près de trente millions de visiteurs, dont plus de neuf millions d'enfants scolarisés et 85 chefs d'État. Aujourd'hui, 90 % des visiteurs du musée ne sont pas juifs. Le site Internet du musée, reconnu mondialement comme autorité en ligne sur l'Holocauste, a reçu 25 millions de visites en 2008, venant d'une moyenne de 100 pays différents chaque jour.
Le 10 juin 2009, le musée a fait l'objet d'une fusillade. Un garde de sécurité a été tué.

## Le musée
Le musée est consacré à la documentation, aux recherches et aux travaux sur l'histoire de la Shoah. Il sert aussi aux États-Unis de  mémorial officiel pour les millions de Juifs européens et les autres populations anéanties durant l'Holocauste à la suite de la politique  de l'Allemagne nazie. Le gouvernement des États-Unis a fourni les fonds nécessaires à la construction et au fonctionnement du musée, la majorité des autres fonds venant de sources privées, comme le réalisateur Steven Spielberg qui est l'un des donateurs les plus célèbres. La rue où le musée est situé a pour nom place Raoul Wallenberg, en hommage au diplomate suédois qui est connu pour avoir sauvé des dizaines de milliers Juifs en Hongrie durant la Seconde Guerre mondiale. Les locaux du musée se situent sur le terrain qui appartenait précédemment au département de l'Agriculture des États-Unis.
Cette infrastructure héberge un grand nombre d'expositions, d'ateliers, de publications concernant l'Holocauste ; les collections du musée et preuves matérielles conservées (26 000), du matériel éducatif distribué et la programmation de projections publiques. L'Holocaust Museum organise aussi des commémorations annuelles de l'Holocauste.
L'exposition permanente présente une histoire chronologique de l'Holocauste. Elle commence en 1933 avec l'accession au pouvoir d'Adolf Hitler et se termine avec la libération des camps de concentration et la création de l'État d'Israël. L'exposition s'étale sur trois étages couvrant chacun différentes périodes. Le quatrième étage (le début de l'exposition) couvre les années 1933-1940 en se focalisant sur l'exclusion des Juifs de la société et les prémices de la Seconde Guerre mondiale finissant avec l'invasion de la Pologne par l'Allemagne. Le troisième étage couvre les années 1940 à 1945 en se focalisant sur les camps de concentration, les centres d'expérimentation médicale et les ghettos créés par les nazis. Le second étage se focalise sur la résistance, le sauvetage, la Libération et les années d'après-guerre. À la fin de l'exposition, un film de témoignages de survivants de l'Holocauste est projeté de façon continue.
Le Hall of Rememberance (« Salle du Souvenir »), de forme hexagonale, est un point de recueillement silencieux pour les visiteurs, qui peuvent allumer une bougie s'ils le désirent. C'est aussi un endroit dédié aux cérémonies publiques. S'y trouve une flamme éternelle.
En plus des salles d'exposition, s'y trouvent les bureaux du Committee on Conscience (« Comité de la Conscience »), un think tank, financé par le gouvernement et par des fonds privées, qui sur mandat présidentiel est engagé dans des enquêtes approfondies sur les génocides dans le monde. Récemment, il a établi et remis un rapport officiel sur le génocide du Darfour à la nation du Soudan, et aussi un autre sur la guerre qui déchire la région de Tchétchénie en Russie, une zone où le Comité pense qu'il y ait pu avoir lieu des crimes de génocide. Le Comité n'a de pouvoir de décision politique, il sert seulement d'institution consultative pour le gouvernement des États-Unis et pour d'autres nations qui utilisent ses services.

## Chiffres
Le musée reçoit environ 1,7 million de visiteurs par an. Dans l'année comptable 2011, les recettes s'élèvent à 82 millions de dollars, dont 49,4 millions de subventions d'État, et l'USHMM a atteint un surplus se montant à 15,7 millions de dollars.
L'USHMM a d'importantes réserves en actions, fonds d'investissement et autres formes de placement ; au total plus de 205 millions de dollars au 30 septembre 2011.

## Collection

### Exposition permanente

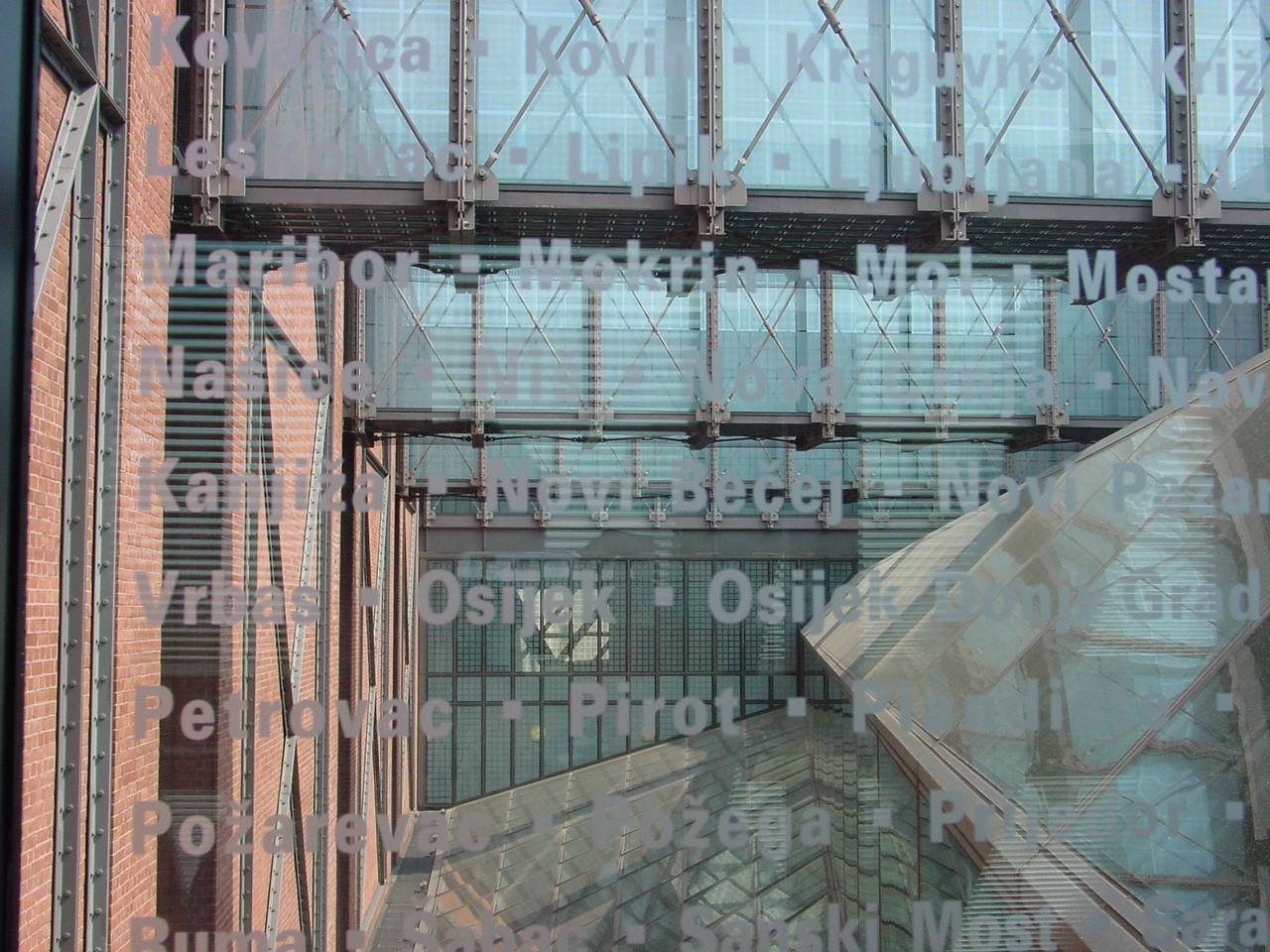
Intérieur du musée

L'exposition permanente de l'USHMM occupe la majorité de la surface du musée, elle commence au quatrième étage et se termine au deuxième étage. Elle présente chronologiquement l'histoire de l'Holocauste à travers plus de 900 objets, 70 moniteurs vidéo, et quatre salles de cinéma présentant des films historiques et des témoignages. Le quatrième étage couvre les années 1933 à 1940, en mettant l'accent sur l'exclusion des Juifs de la société européenne, jusqu'au début de la Seconde Guerre mondiale, avec l'invasion de la Pologne par l'Allemagne nazie. Le troisième étage porte sur les années 1940 à 1945 en mettant l'accent sur la Solution finale - en particulier les camps de concentration, camps d'extermination et ghettos. Le deuxième étage se concentre sur la résistance juive sous le régime nazi, la libération, et l'après-guerre. La fin de l'exposition est un témoignage de film survivants de l'Holocauste qui fonctionne en continu. Les nouveaux visiteurs passent en moyenne deux à trois heures dans cette exposition, pour laquelle l'âge recommandé est de 11 ans et plus.

#### The Tower of Faces
La « Tour des visages » est une partie de l'exposition permanente du Musée. Elle forme une tour de trois étages dans le bâtiment, et est bordée d'environ 1 300 photographies de la vie quotidienne, avant l'Holocauste dans le petit village Lituanien d'Eišiškės. Il y a des photos de groupes de familles, mariages, pique-niques, de manifestations sportives, de fêtes, de jardinage, baignades, vélo et autres aspects de la vie quotidienne. Avant la guerre, la population était d'environ 3 500, presque tous des juifs. En septembre 1941, les SS, assistés par des auxiliaires lituaniens,  tuent la quasi-totalité de la population du village. 

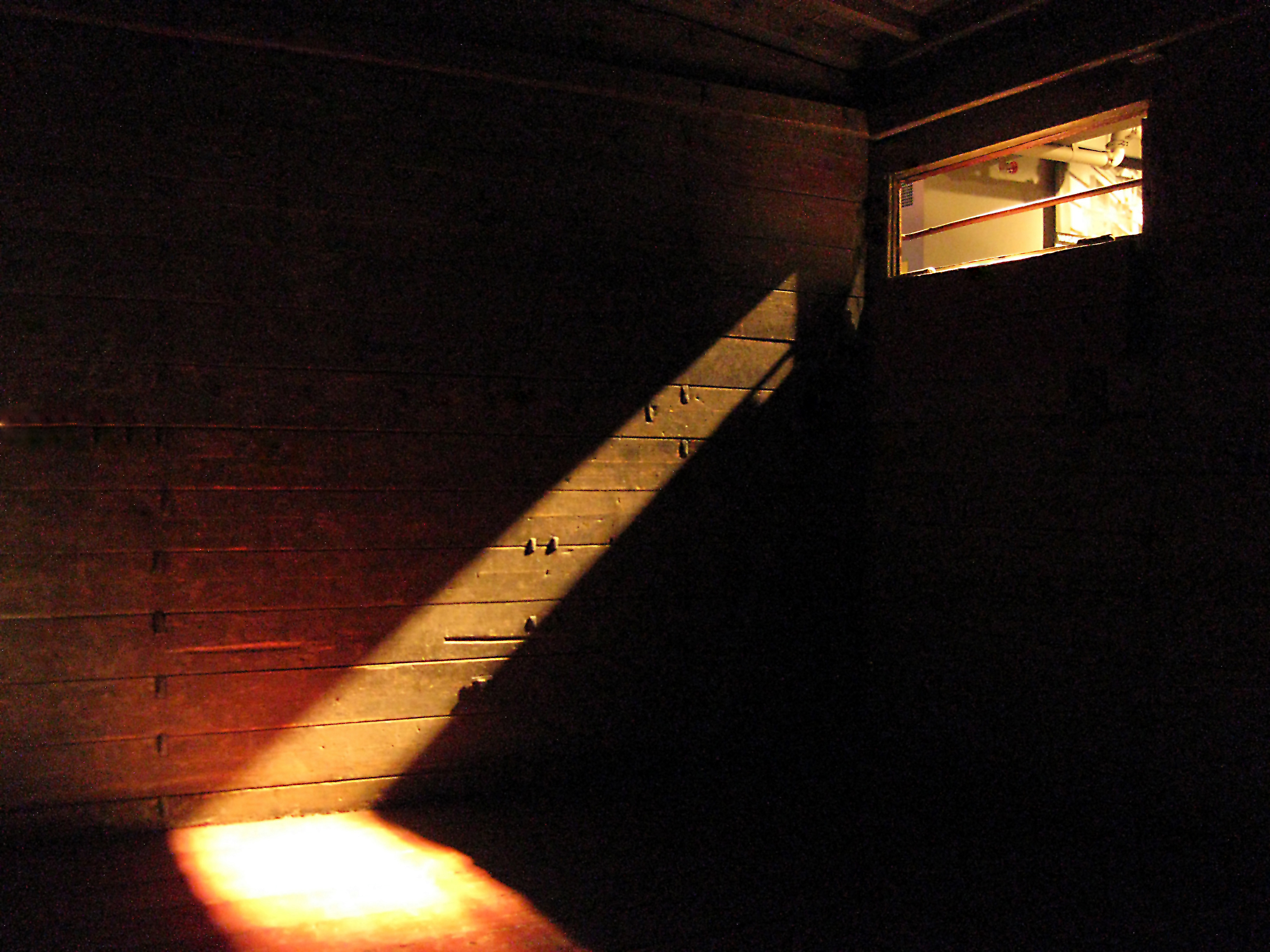
Réplique d'un wagon utilisé par les nazis pour le transport de Juifs et autres victimes au cours de L'Holocauste.

Les photographies ont été prises par Uri Yitzhak Katz et ses collaborateurs. Ils font partie de la Yaffa Eliach Shtetl Collection. Eliach vécut dans Eišiškės étant jeune. C'est la petite-fille d'Uri Yitzhak Katz.

#### Cartes d'identification
Avant d'entrer dans l'exposition permanente, le visiteur reçoit une « carte d'identité » qui explique l'histoire d'une des victimes de l'Holocauste ou d'un survivant de l'événement.
Le musée considère comme victime de l'Holocauste toute personne, juive ou non juive, qui a été déplacée, persécutée, ou victimes de discrimination pour des raisons politiques, sociales, raciales, religieuses, ethniques par les nazis et leurs collaborateurs entre 1933 et 1945. Ex prisonniers des camps de concentration, des ghettos, et les prisons sont également inclus avec les réfugiés.
Pour entrer dans l'exposition permanente entre mars et août, les visiteurs doivent obtenir un moment de libre passage, qui sont à la disposition du musée le jour de la visite en ligne ou pour des frais de service.

### Remember the Children: Daniel's Story
En raison de la force des images dans l'exposition permanente, le USHMM a conçu une exposition centrée sur l'explication de la Shoah aux enfants à travers l'histoire romancée d'un enfant nommé Daniel, intitulée : Remember the Children: Daniel's Story (« À la mémoire des enfants : L'Histoire de Daniel »). Le récit été élaboré sur la base d'une collection d'histoires vraies sur les enfants pendant l'Holocauste. Daniel's Story a été ouverte en 1993, mais en raison de sa popularité auprès des familles, elle est encore présentée au public.

### Hall of Remembrance

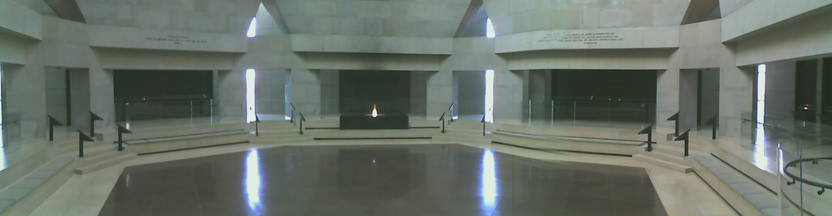
Vue panoramique de la salle du souvenir (Hall of Remembrance)

La « salle du souvenir » est le monument à la mémoire des victimes et des survivants de l'Holocauste dans le musée. De forme hexagonale, c'est un point de recueillement silencieux pour les visiteurs, qui peuvent allumer une bougie s'ils le désirent. C'est aussi un endroit dédié aux cérémonies publiques. S'y trouve une flamme éternelle.

### Les expositions temporaires
Le USHMM a de nombreuses expositions tournantes ouvertes au public qui traitent de divers sujets, y compris, mais non limité à  l'antisémitisme, au génocide, à Darfour et à la propagande nazie.

## Services au public

### EncyclopédieHolocauste
Sur son site Web, le musée publie Holocauste, une encyclopédie multilingue en ligne. Celle-ci est publiée en anglais, français, espagnol, russe, turc, portugais, arabe, farsi, ourdou, grec et mandarin. L'encyclopédie contient des milliers d'informations et des exemplaires de la carte d'identification que reçoivent les visiteurs lors de la visite de l'exposition permanente.

### Expositions itinérantes
Depuis 1991, le USHMM produit des expositions itinérantes pour les États-Unis et le reste du monde. De la plus petite à la plus grande ville, il est possible de demander et d'accueillir des expositions créées par le musée. Plusieurs sujets sont proposés dont The Nazi Olympics: Berlin 1936, La persécution nazie des homosexuels, ou autres en fonction des demandes.

### Registre des survivants de l'Holocauste
Le musée comprend également le Registre Benjamin et Vladka Meed des survivants de l'Holocauste, l'une des plus importantes bases de données qui contient aujourd'hui plus de 196 000 noms de survivants et de leurs familles dans le monde entier. Celle-ci peut être consultée dans le musée et les organisations partenaires du musée situées dans le monde entier. Le USHMM continue toujours de rechercher des survivants. Le registre porte les noms de Benjamin et Vladka Meed, fondateurs de The American Gathering of Jewish Holocaust Survivors and Their Descendants (« Le Rassemblement américain des survivants juifs de l'Holocauste et de leurs descendants »).

### Technologie
Le USHMM a un partenariat avec Apple pour publier des podcasts sur iTunes sur l'Holocauste, l'antisémitisme, et la prévention du génocide. Il a également son propre canal sur YouTube, qui fournit gratuitement des vidéos, une page officielle sur Facebook, un compte Twitter, et un service de lettres d'information par courriel.
The Genocide Prevention Mapping Initiative est une collaboration entre l'USHMM et Google Earth. Celle-ci vise à recueillir, partager et présenter visuellement des informations critiques sur les nouvelles crises qui pourraient conduire à des génocides ou des crimes contre l'humanité partout dans le monde. Bien que cette initiative mette l'accent sur le conflit au Darfour, le musée souhaite élargir son champ d'application à toutes les violations des droits humains. Le USHMM veut construire une carte interactive des crises au niveau mondial, nouvel outil pour partager et comprendre les informations rapidement lorsque confronté à des atteintes aux droits humains, permettant une prévention et une réponse au niveau mondial.

## Recherche

### Centre d'études avancées de l'Holocauste
Le Center for Advanced Holocaust Studies (CAHS) (« Centre d'études avancées de l'Holocauste »), créé en 1998, est l'une des principales institutions de bourses et de l'édition dans le monde en termes de recherche sur l'Holocauste et l'éducation. Avec Oxford University Press, l'ACSS publie l'Holocaust and Genocide Studies, une revue des études sur l'Holocauste. Le Centre recueille et préserve également des documents d’archives relatifs à l'Holocauste, précédemment inaccessibles.

### Committee on Conscience
Le musée abrite les bureaux du Committee on Conscience (CoC ), « think tank » financé par le gouvernement des États-Unis et par le secteur privé, qui, sur mandat présidentiel s'engage dans la défense des droits de l'homme dans toutes les régions du monde. Sur la base de la Convention pour la prévention et la répression du crime de génocide, approuvée par l'Organisation des Nations unies en 1948 et ratifié par les États-Unis en 1988, le Comité de réflexion s'est établi il y a peu, comme un observateur neutre  et impartial  sur le Génocide au Darfour contre les populations au Soudan, ainsi que sur la région déchirée par la guerre de Tchétchénie en Russie, région où le Comité soupçonne de s'y commettre des crimes graves. Toutefois, la commission ne dispose pas de pouvoirs politiques et n'a qu'un rôle consultatif auprès du gouvernement des États-Unis et auprès d'autres États qui la sollicitent.

### Groupe de coopération internationale
Le « Groupe de travail pour la coopération internationale sur l'Holocauste éducation, la mémoire, et de la recherche » est un organisme composé de représentants de gouvernements et d'organisations non gouvernementales du monde entier, dont le but est d'essayer d'unifier les musées de l'Holocauste et des organisations en faisant partager des archives et en contribuant à la diffusion de la connaissance que chaque organisme, en créant un système intégré, réseau de l'information mondialisée. 
Actuellement, l'équipe est composée de vingt-six pays membres  (mais de plus en plus de gouvernement cherchent à se joindre ce groupe) : Allemagne, Argentine, Autriche, Belgique, Croatie, République tchèque, Danemark, Espagne, Estonie, États-Unis, France, Grèce, Hongrie, Israël, Italie, Lettonie, Lituanie, Luxembourg, Pays-Bas, Norvège, Pologne, Roumanie, Slovaquie, Royaume-Uni, Suède et Suisse.

## Critiques
Les participations à la victoire de l'armée soviétique et des Résistances nationales sont fortement minimisées par rapport à celle de l'armée américaine. Des critiques sont d'ailleurs d'avis, comme Rochelle Saidel, qu'on a passé sous silence la politique d'immigration restrictive des États-Unis à cette époque, de même que le refus  par les Alliés d'attaquer Auschwitz lors de la guerre aérienne, ce qui n'a pas été thématisé et qu'à cause de cela, l'histoire a été réécrite
Par ailleurs, l'affaire Dreyfus en France (qui n'a fait aucune victime) y est comparé aux pogroms en Russie (à l'origine de plusieurs milliers de morts)[réf. nécessaire].

## Fusillade en 2009
Le 10 juin 2009, un homme seul armé a tiré sur un garde de sécurité du musée, Stephen Tyrone Johns. Ce dernier, un afro-américain, et le tireur, gravement blessés, ont été transportés par ambulance au George Washington University Hospital, le centre de traumatologie plus proche. Johns est décédé des suites de ses blessures à l'hôpital. L'auteur présumé des tirs a été identifié après avoir été abattu par des agents de sécurité, il s'agissait d'un homme blanc de 88 ans, James von Brunn, connu pour ses liens avec des milieux prônant la supériorité de la race blanche et l'antisémitisme.